# Бясь-Кюёль (Олёкминский район)
Бясь-Кюёль (якут. Бэс Күөл) — село в Олёкминском районе Республики Саха (Якутия) России. Административный центр и единственный населённый пункт Чаринского национального наслега.

## География
Село находится в юго-западной части Республики Саха (Якутия), на левом берегу реки Чара, на расстоянии 190 км от города Олёкминск, административного центра района.

### Климат
Климат характеризуется как резко континентальный. Средняя температура воздуха самого тёплого месяца (июля) составляет 18 °C; самого холодного (января) — −30 − −35 °C. Среднегодовое количество атмосферных осадков составляет 200—300 мм.

## История
Согласно Закону Республики Саха (Якутия) от 30 ноября 2004 года N 173-З N 353-III село возглавило образованное муниципальное образование Чаринский национальный наслег.

## Население
| 2002 | 2010 | 2012 | 2013 | 2014 | 2015 | 2016 |
| ---- | ---- | ---- | ---- | ---- | ---- | ---- |
| 266  | ↘215 | ↘213 | ↘205 | ↘194 | ↗196 | ↘195 |
| 2017 | 2018 | 2019 | 2020 | 2021 |      |      |
| →195 | ↗197 | ↘193 | →193 | ↗196 |      |      |

## Улицы
| - ул. Братьев Худаевых, - ул. Лесная, - ул. Луговая, | - ул. Озёрная, - ул. Центральная, - ул. Энергетиков. |

## Транспорт
Транспортное сообщение в зимнее время года осуществляется по автозимнику Даппарай — Бясь-Кюёль по реке Чара.